# Тететлен
Тететлен (мађ. Tetétlen, рум. Jaca) град је у Мађарској. Тететлен је насеље у оквиру жупаније Хајду-Бихар.

## Положај
Место се налази у јужном делу жупаније, у источном сливном подручју Пишпекладањ. Непосредна суседна насеља су: Хајдусоват са североистока, Фелдеш са југоистока, Баранд са југозапада и Каба са северозапада.

## Становништво
Године 2001. 97% становништва насеља се изјаснило као Мађари, 3% Роми.
Током пописа из 2011. године, 80,2% становника се изјаснило као Мађари, 9,1% као Роми, а 0,4% као Немци (19,2% се није изјаснило; због двојног идентитета, укупан број може бити већи од 100%). Верска дистрибуција је била следећа: римокатолици 3,8%, реформатори 46,2%, гркокатолици 0,7%, неденоминациони 22,1% (25,8% није одговорило).
Године 2022. 94,6% становништва изјаснило се као Мађари, 3,5% Роми, 0,6% Јермени, 0,3% Румуни, 0,2% Украјинци, 0,1% Немци, 1,3% остали, који нису мађарске националности 5,5% се није изјаснило. Према њиховој религији, 33,2% су били реформатори, 1,3% римокатолици, 1,4% гркокатолици, 0,2% остали хришћани, 1% остали католици, 0,1% лутерани, 24,4% неконфесионални (38, 3% није одговорило).